# Sylvie Pécot-Douatte
La claveciniste française Sylvie Pécot-Douatte est née à Paris 11e le 27 décembre 1957 et est morte à Paris 13e le 11 janvier 2004 d'un cancer à l'âge de 46 ans.
Elle se consacra en particulier à la musique française de la seconde moitié du XVIIIe siècle, et enregistra en première mondiale des œuvres de Jean-Frédéric Edelmann (au clavecin) et de Jean-François Tapray (au pianoforte) pour le label Calliope.